# 樅沢岳
樅沢岳（もみさわだけ）は、岐阜県高山市と長野県大町市にまたがる飛騨山脈の標高2,755 mの山。山域は中部山岳国立公園の特別保護地区の指定を受けている。

## 概要
北には双六岳、三俣蓮華岳へと、南は、槍ヶ岳、穂高岳へと国境尾根(西鎌尾根)が続き、西へは笠ヶ岳への稜線が延びている。また、新穂高温泉から小池新道を登って来ると、双六岳と樅沢岳との間に出る。このように、各方面への登山道が交差する位置にあり、双六小屋が建っている。
東方向は、高瀬川源流部を隔てて常念山脈の表銀座の峰々と対峙している。
山頂からは、槍ヶ岳までの西鎌尾根が一望でき、絶好のカメラスポットとして人気が高い。
樅沢岳は、裏銀座縦走コース途中の山であり通過者は多い。この山自体を登山目標にされることはあまりないが、新穂高温泉から双六岳とセットで登る登山者はある。

## 地形
樅沢岳は、西鎌尾根（槍ヶ岳の肩から双六小屋まで北西に延びる尾根）の途中の、双六小屋に近い位置にある。山頂は標高点で、三角点は設置されていない。この南西には、三等三角点（標高2,674.11m）がある、左俣岳がある。また、蒲田川の支流の左俣谷及び高瀬川の支流の湯俣川のさらに支流のモミ沢の最上流部に位置する。湯俣川の支流の樅沢の最上流部は、双六岳である。

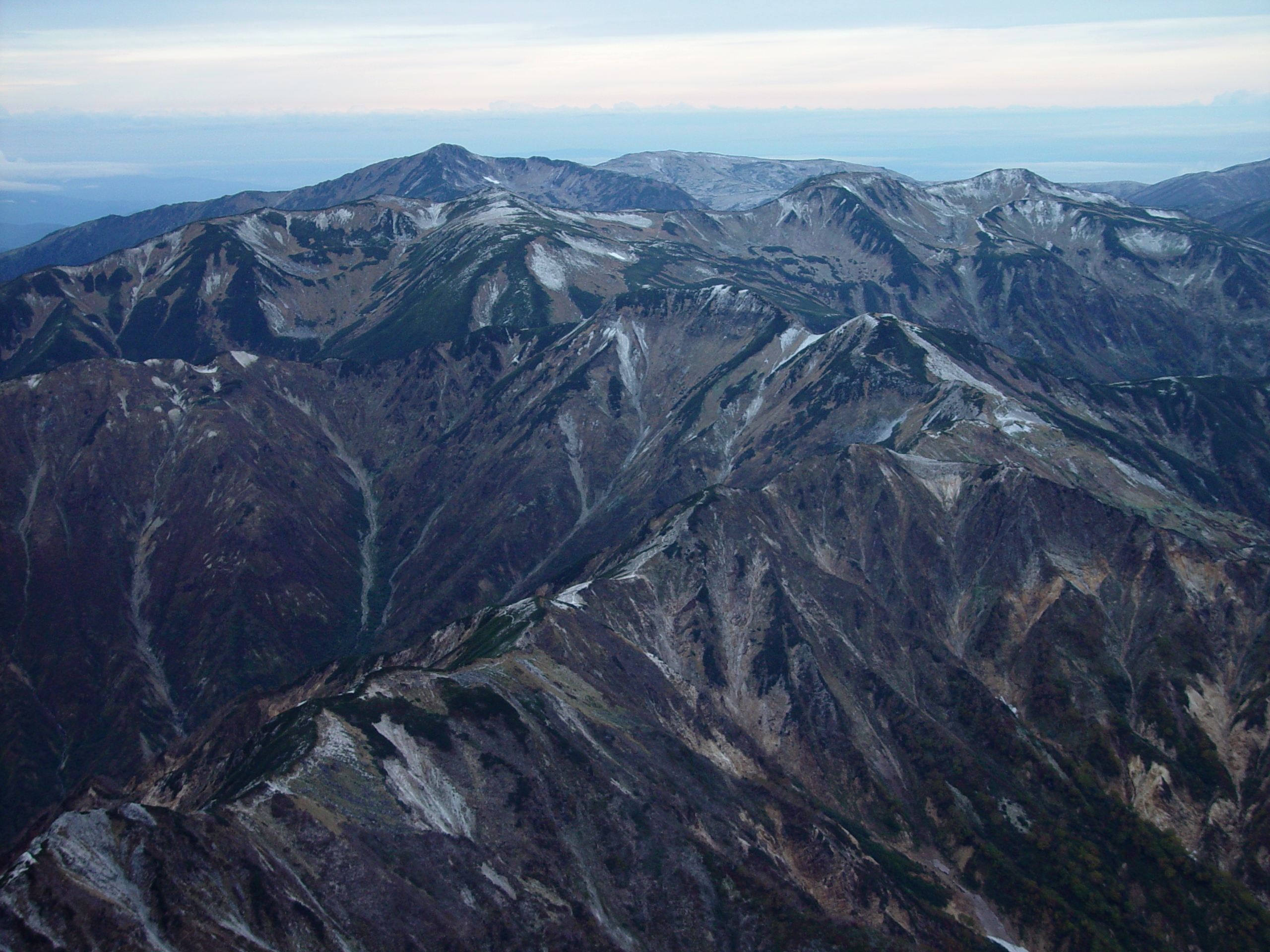
槍ヶ岳から見下ろす西鎌尾根上にある樅沢岳

## 樅沢岳火山
中期更新世に活動した火山。樅沢岳南方の小岩体である水鉛谷火道を給源とする。約40万～30万年前に合計総噴出量74 km3 DREに達する珪長質マグマの大噴火が発生した。この時の火砕流として奥飛騨火砕流堆積物、広域テフラとして大町Apmテフラ群（Tky-Ng1）が噴出された。飛騨山脈の激しい隆起運動によって山体は残存していない。

## 登山形態

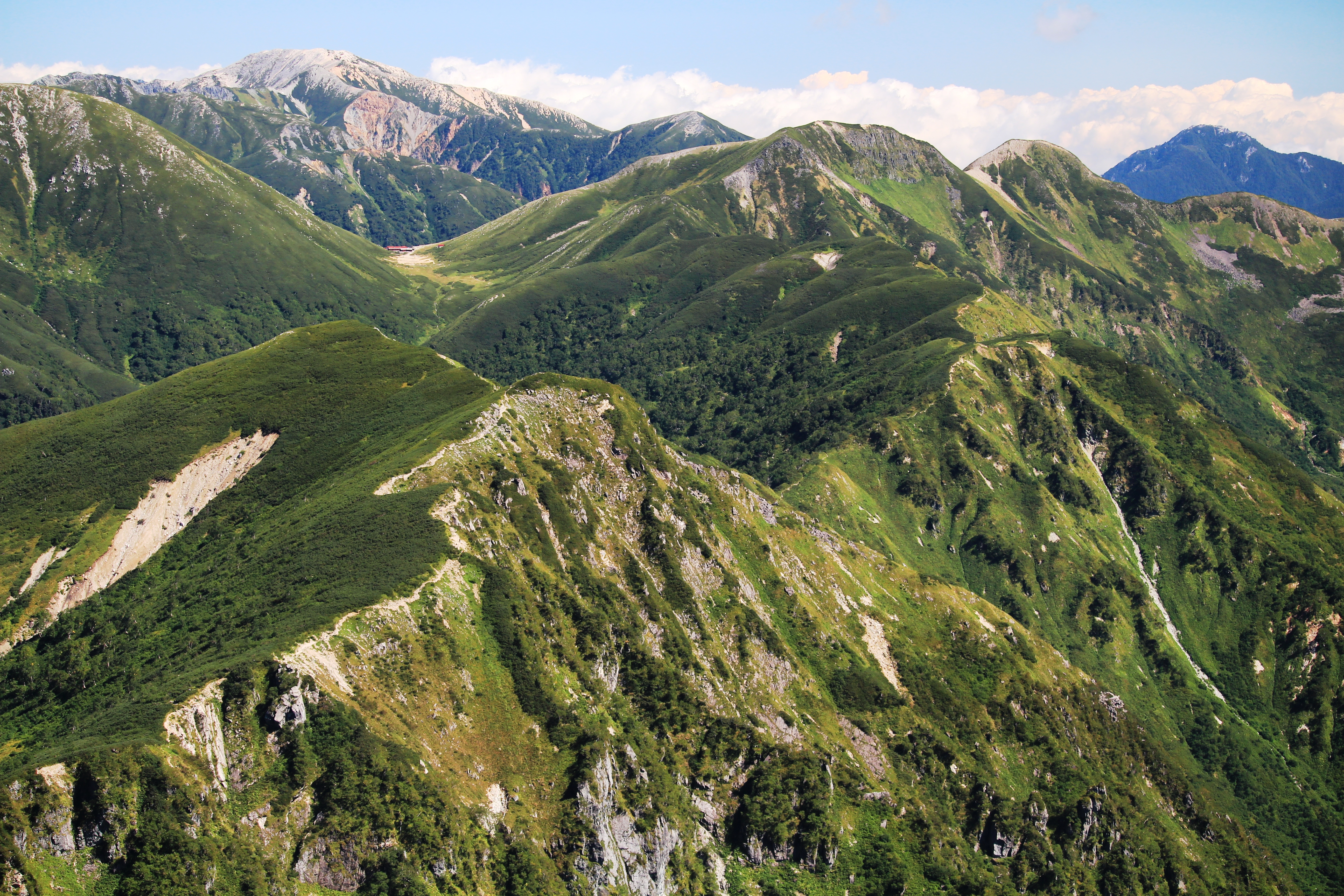
南側の抜戸岳から望む樅沢岳周辺、西側に位置する双六岳との鞍部には双六小屋がある

双六小屋から、西鎌尾根のルートを登った最初のピークが樅沢岳である。
- 西鎌尾根を利用した縦走時に、通過する。
- 双六小屋利用者が、ご来光や夕景を見るために、往復する場合がある。

## 近隣の山小屋
- 双六小屋
- 鏡平山荘
- わさび平小屋
- 槍ヶ岳山荘

## 周辺の山
- 槍ヶ岳
- 双六岳
- 左俣岳
- 弓折岳
- 硫黄岳